# Landesmediengesetz
Landesmediengesetze  regeln als Teil des Medienrechts die Zulassung und Aufsicht über private Rundfunkveranstalter und existieren in jedem deutschen Bundesland, in einigen Fällen durch Zusammenschluss mehrerer Länder (Bsp.: Berlin/Brandenburg, Hamburg/Schleswig-Holstein). 

## Überblick
- Landesmediengesetz Baden-Württemberg (LMedienG)
- Bayerisches Mediengesetz (BayMG)
- Staatsvertrag über die Zusammenarbeit zwischen Berlin und Brandenburg im Bereich des Rundfunks (MStV)
- Bremisches Landesmediengesetz (BremLMG)
- Staatsvertrag über das Medienrecht in Hamburg und Schleswig-Holstein (Medienstaatsvertrag HSH) vom 13. Juni 2006 mit Änderungen gemäß Erstem Änderungsstaatsvertrag vom 13. Februar 2007 (noch nicht ratifiziert)
- Hessisches Gesetz über privaten Rundfunk und neue Medien (HPMG)
- Rundfunkgesetz für das Land Mecklenburg-Vorpommern (Landesrundfunkgesetz – RundfG-M-V)
- Niedersächsisches Mediengesetz (NMedienG)
- Landesmediengesetz Nordrhein-Westfalen (LMG NRW)
- Landesmediengesetz (LMG) vom 4. Februar 2005 Rheinland-Pfalz
- Saarländisches Mediengesetz
- Gesetz über den privaten Rundfunk und neue Medien in Sachsen (Sächsisches Privatrundfunkgesetz – SächsPRG)
- Landesrundfunkgesetz Sachsen-Anhalt Mediengesetz des Landes Sachsen-Anhalt (MedienG LSA)
- Thüringer Landesmediengesetz (ThürLMG)

Die Gesetzgebungskompetenz für Rundfunkangelegenheiten liegt bei den Bundesländern. Um den rechtlichen Rahmen bundeseinheitlich zu vereinheitlichen, haben die Bundesländer Staatsverträge miteinander geschlossen. Der bis dahin gültige Rundfunkstaatsvertrag, der aufgrund seiner im Lauf der Jahre vielfältigen Änderungen unübersichtlich wurde und zudem in einigen wesentlichen Aspekten aufgrund Fortschritts sowohl in der Technik wie auch der sich daraus ergebenden wirtschaftlichen Möglichkeiten geändert werden musste, wurde am 7. November 2020 durch den Medienstaatsvertrag ersetzt.

## Rückblick: Die ersten Privatrundfunkgesetze
| Land | Gesetz | Ausfertigung          | Fundstelle                      | erster privater Hörfunksender           | Start                 |
| ---- | --- | --------------------- | ------------------------------- | --------------------------------------- | --------------------- |
| SL   | Gesetz Nr. 806 über die Veranstaltung von Rundfunksendungen im Saarland (GVRS) Gesetz Nr. 1174, Rundfunkgesetz für das Saarland (Landesrundfunkgesetz) | 1964-12-02 1984-11-28 | Amtsbl. S. 1111 Amtsbl. S. 1249 | Europe 1 Radio Salü                     | 1955-04-01 1989-12-31 |
| RP   | Landesgesetzes über einen Versuch mit Breitbandkabel                                                                                                   | 1980-12-04            | GVBl. S. 229                    | Radio Weinstraße u. a.                  | 1984-01-01            |
| NI   | Niedersächsisches Landesrundfunkgesetz | 1984-05-23            | Nds. GVBl. S. 147               | radio ffn                               | 1986-12-31            |
| BE   | Gesetzes über die Durchführung des Kabelpilotprojekts Berlin (KPPG)                                                                                    | 1984-07-17            | GVBl. S. 964                    | Hör 1                                   | 1985-08-28            |
| BY   | Gesetz über die Erprobung und Entwicklung neuer Rundfunkangebote und anderer Mediendienste in Bayern (MEG)                                             | 1984-11-24            | GVBl. S. 445                    | Radio M1                                | 1984-03-30            |
| SH   | Rundfunkgesetz für das Land Schleswig-Holstein (LRG)                                                                                                   | 1984-11-27            | GVOBl. Schl.-H. S. 214          | R.SH                                    | 1986-07-01            |
| HH   | Hamburgisches Mediengesetz (HmbMedienG) | 1985-12-03            | HmbGVBl. S. 315                 | Radio Hamburg                           | 1986-12-31            |
| BW   | Landesmediengesetz Baden-Württemberg (LMedienG) | 1985-12-16            | GBl. S. 539                     | Stadtradio Freiburg Hochrhein R. Ant. 3 | 1984-10-01 1987-04-01 |
| NW   | Rundfunkgesetz für das Land Nordrhein-Westfalen (LRG NW)                                                                                               | 1987-01-19            | GV. NW. S. 22                   | Radio DU                                | 1990-04-01            |
| HE   | Hessisches Gesetz über privaten Rundfunk und neue Medien (HPMG)                                                                                        | 2022-11-21            | GVBl. 2022 S. 606 ff            | Radio FFH                               | 1989-11-15            |
| HB   | Bremisches Landesmediengesetz (BremLMG) | 1989-02-14            | Brem.GBl. S. 77                 | Antenne Bremen                          | 1999-07-14            |
| ST   | Gesetz über privaten Rundfunk in Sachsen-Anhalt | 1991-05-22            | GVBl. LSA S. 87                 | Radio SAW                               | 1992-09-08            |
| SN   | Gesetz über den privaten Rundfunk und neue Medien in Sachsen (SächsPRG)                                                                                | 1991-06-27            | SächsGVBl. S. 178               | Radio PSR                               | 1992-07-01            |
| MV   | Rundfunkgesetz für das Land Mecklenburg-Vorpommern (RGMV)                                                                                              | 1991-07-09            | GVOBl. M-V S. 194               | Antenne MV                              | 1993-05-31            |
| TH   | Thüringer Privatrundfunkgesetz (TPRG) | 1991-07-31            | GVBl. S. 255                    | Antenne Thüringen                       | 1993-02-01            |
| BB   | Staatsvertrag über die Zusammenarbeit zwischen Berlin und Brandenburg im Bereich der Medien (MStV)                                                     | 1992-02-29            | GVBl. I S. 142                  | BB Radio                                | 1993-12-31            |